# Radical Optimism Tour
Radical Optimism Tour è il terzo tour musicale di Dua Lipa.
Organizzato per promuovere l'album omonimo, è in programma dal 5 novembre 2024 e la sua fine è prevista per il 5 dicembre 2025 a Città del Messico dopo 80 esibizioni.

## Antefatti
Il tour è preceduto da una serie di spettacoli estivi, inclusi i festival musicali Glastonbury e Rock Werchter, e un concerto presso la Royal Albert Hall di Londra tenutosi il 17 ottobre seguente. Le date della tappa asiatica del tour, il primo in sei anni per la cantante a toccare tale continente, sono state invece rivelate il 28 maggio.
La cantante ha successivamente confermato che si sarebbe esibita al Wembley Stadium di Londra il 20 giugno 2025, come parte della tappa europea del tour. A causa della forte richiesta, che ha portato la prima data a registrare il tutto esaurito, una seconda nel medesimo impianto è stata aggiunta e fissata al 21 giugno. Le restanti date del 2025 del Radical Optimism Tour, comprendenti spettacoli in Oceania, Europa e Nord America, sono state annunciate nel settembre 2024. Oltre alle arene al coperto, la cantante si esibirà negli stadi Anfield di Liverpool e Aviva Stadium di Dublino e all'Ippodromo Snai La Maura di Milano nell'ambito dell'annuale Independent Days Festival. L’11 aprile 2025, a grande richiesta, la cantante annuncia sul suo profilo Instagram l’aggiunta di 3 date in America Latina: l’8 novembre a Buenos Aires, il 12 novembre a Santiago e il 5 dicembre a Città del Messico.

## Scaletta

### 2024
Questa scaletta è del concerto del 5 novembre 2024 a Singapore.
1. Training Season (contiene elementi di Loaded)
2. One Kiss (contiene elementi del suo Oliver Heldens Remix)
3. Illusion
4. End of an Era
5. Break My Heart
6. Whatcha Doing
7. Levitating
8. These Walls
9. Be the One
10. Love Again
11. Pretty Please (contiene il suo remix Midland Refix)

Dance Interlude (contiene elementi di Future Nostalgia, Levitating e Dance the Night)
1. Hallucinate (contiene elementi di Welcome to London)
2. New Rules (contiene elementi di Glue)
3. Electricity
4. Cold Heart
5. Anything for Love
6. Happy for You
7. Physical
8. Dance the Night
9. Don't Start Now
10. Houdini

### 2025
Questa scaletta rappresenta quella del concerto del 17 Marzo 2025, Melbourne. Non è, pertanto, rappresentativa per tutti gli spettacoli del tour.
Act 1
1. Training Season (contiene elementi del suo Chloé Caillett Remix)
2. End of an Era
3. Break My Heart
4. One Kiss (contiene elementi del suo Oliver Heldens Remix)

Act 2
1. Whatcha Doing
2. Levitating
3. These Walls
4. Local Surprise Song Cover
5. Maria

Act 3
1. Physical
2. Electricity
3. Hallucinate
4. Illusion

Act 4
1. Falling Forever
2. Happy For You
3. Love Again
4. Anything for Love
5. Be the One

Encore
1. New Rules (contiene elementi di Glue)
2. Dance the Night
3. Don't Start Now
4. Houdini

#### Variazioni
- Nella data del 12 giugno 2025 di Anversa, These Walls è stata eseguita nella versione con Pierre de Maere.
- Nella data del 20 giugno 2025 di Londra, Hotter Than Hell è stata eseguita per la prima volta dal 2019 tra These Walls e la cover della serata.
- Nella data del 21 giugno 2025 di Londra, IDGAF è stata eseguita tra These Walls e la cover della serata.

#### Cover
Durante il secondo atto, Dua Lipa esegue una cover di una canzone di un artista locale basata sulla città in cui si esibirà.
- 17 marzo 2025 – Melbourne: AC/DC - Highway to Hell
- 19 marzo 2025 – Melbourne: Natalie Imbruglia - Torn
- 20 marzo 2025 – Melbourne: Kylie Minogue - Can't Get You Out of My Head
- 22 marzo 2025 – Melbourne: Troye Sivan - Rush (con Troye Sivan)
- 23 marzo 2025 – Melbourne: Vance Joy - Riptide (con Vance Joy)
- 26 marzo 2025 – Sydney: INXS - Never Tear Us Apart
- 28 marzo 2025 – Sydney: Tame Impala - The Less I Know the Better (con Kevin Parker)
- 29 marzo 2025 – Sydney: Angus & Julia Stone - Big Jet Plane (con Angus Stone)
- 2 aprile 2025 – Auckland: Lorde - Royals
- 4 aprile 2025 – Auckland: Crowded House - Don't Dream It's Over (con Neil Finn)
- 11 maggio 2025 – Madrid: Enrique Iglesias - Hero
- 12 maggio 2025 – Madrid: Manu Chao - Me gustas tú
- 15 maggio 2025 – Décines-Charpieu: Indila - Dernière danse
- 16 maggio 2025 – Décines-Charpieu: Daft Punk - Get Lucky
- 19 maggio 2025 – Amburgo: Nena - 99 Luftballons
- 20 maggio 2025 – Amburgo: Scorpions - Wind of Change
- 23 maggio 2025 – Nanterre: Alizée - Moi... Lolita
- 24 maggio 2025 – Nanterre: Vanessa Paradis - Be My Baby
- 27 maggio 2025 – Praga: Ewa Farna - Na ostří nože
- 28 maggio 2025 – Praga: Ewa Farna - Na ostří nože (con Ewa Farna)
- 31 maggio 2025 – Monaco: Alphaville - Forever Young
- 1º giugno 2025 – Monaco: Milky Chance - Stolen Dance
- 3 giugno 2025 – Amsterdam: André Hazes - Bloed, zweet en tranen
- 4 giugno 2025 – Amsterdam: Martin Garrix - Scared to Be Lonely
- 7 giugno 2025 – Milano: Raffaella Carrà - A far l'amore comincia tu
- 11 giugno 2025 – Anversa: Axelle Red - Sensualité
- 12 giugno 2025 – Anversa: Pierre de Maere - Un jour je marierai un ange (con Pierre de Maere)
- 13 giugno 2025 – Anversa: Dua Lipa e Angèle - Fever (con Angèle)
- 20 giugno 2025 – Londra: Jamiroquai - Virtual Insanity (con Jamiroquai)
- 21 giugno 2025 – Londra: Charli XCX - 360 (con Charli XCX)
- 24 giugno 2025 – Liverpool: Zutons - Valerie (con Dave McCabe)
- 25 giugno 2025 – Liverpool: The Beatles - Hey Jude
- 27 giugno 2025 – Dublino: Sinéad O'Connor - Nothing Compares 2 U

## Date
| Data              | Paese         | Città             | Luogo                    | Artista d'apertura         | Pubblico      | Incasso    |
| ----------------- | ------------- | ----------------- | ------------------------ | -------------------------- | ------------- | ---------- |
| 5 novembre 2024   | Singapore     | Singapore         | Singapore Indoor Stadium | N.D.                       | 18849 / 18849 | 3058093 $  |
| 6 novembre 2024   | Singapore     | Singapore         | Singapore Indoor Stadium | N.D.                       | 18849 / 18849 | 3058093 $  |
| 13 novembre 2024  | Filippine     | Bocaue            | Philippine Arena         | N.D.                       | 24986 / 24986 | 2434968 $  |
| 16 novembre 2024  | Giappone      | Saitama           | Saitama Super Arena      | N.D.                       | 38310 / 38310 | 4967068 $  |
| 17 novembre 2024  | Giappone      | Saitama           | Saitama Super Arena      | N.D.                       | 38310 / 38310 | 4967068 $  |
| 20 novembre 2024  | Taiwan        | Taoyuan           | Rakuten Baseball Stadium | N.D.                       | 20834 / 20834 | 3097124 $  |
| 23 novembre 2024  | Malaysia      | Kuala Lumpur      | Axiata Arena             | N.D.                       | 19173 / 19173 | 2797362 $  |
| 24 novembre 2024  | Malaysia      | Kuala Lumpur      | Axiata Arena             | N.D.                       | 19173 / 19173 | 2797362 $  |
| 27 novembre 2024  | Thailandia    | Pak Kret          | Impact Arena             | N.D.                       | 13592 / 13592 | 1546086    |
| 30 novembre 2024  | India         | Mumbai            | MMRDA Grounds            | N.D.                       | N.D.          | N.D.       |
| 4 dicembre 2024   | Corea del Sud | Seul              | Gocheok Sky Dome         | N.D.                       | 30209 / 30209 | 3103169 $  |
| 5 dicembre 2024   | Corea del Sud | Seul              | Gocheok Sky Dome         | N.D.                       | 30209 / 30209 | 3103169 $  |
| 17 marzo 2025     | Australia     | Melbourne         | Rod Laver Arena          | Kita Alexander             | —             | —          |
| 19 marzo 2025     | Australia     | Melbourne         | Rod Laver Arena          | Kita Alexander             | —             | —          |
| 20 marzo 2025     | Australia     | Melbourne         | Rod Laver Arena          | Kita Alexander             | —             | —          |
| 22 marzo 2025     | Australia     | Melbourne         | Rod Laver Arena          | Kita Alexander             | —             | —          |
| 23 marzo 2025     | Australia     | Melbourne         | Rod Laver Arena          | Kita Alexander             | —             | —          |
| 26 marzo 2025     | Australia     | Sydney            | Qudos Bank Arena         | Kita Alexander             | 47675 / 47675 | 5401009 $  |
| 28 marzo 2025     | Australia     | Sydney            | Qudos Bank Arena         | Kita Alexander             | 47675 / 47675 | 5401009 $  |
| 29 marzo 2025     | Australia     | Sydney            | Qudos Bank Arena         | Kita Alexander             | 47675 / 47675 | 5401009 $  |
| 2 aprile 2025     | Nuova Zelanda | Auckland          | Spark Arena              | Kita Alexander             | —             | —          |
| 4 aprile 2025     | Nuova Zelanda | Auckland          | Spark Arena              | Kita Alexander             | —             | —          |
| 11 maggio 2025    | Spagna        | Madrid            | Movistar Arena           | Alessi Rose                | —             | —          |
| 12 maggio 2025    | Spagna        | Madrid            | Movistar Arena           | Alessi Rose                | —             | —          |
| 15 maggio 2025    | Francia       | Décines-Charpieu  | LDLC Arena               | Alessi Rose                | —             | —          |
| 16 maggio 2025    | Francia       | Décines-Charpieu  | LDLC Arena               | Alessi Rose                | —             | —          |
| 19 maggio 2025    | Germania      | Amburgo           | Barclays Arena           | Alessi Rose                | —             | —          |
| 20 maggio 2025    | Germania      | Amburgo           | Barclays Arena           | Alessi Rose                | —             | —          |
| 23 maggio 2025    | Francia       | Nanterre          | Paris La Défense Arena   | Alessi Rose                | —             | —          |
| 24 maggio 2025    | Francia       | Nanterre          | Paris La Défense Arena   | Alessi Rose                | —             | —          |
| 27 maggio 2025    | Rep. Ceca     | Praga             | O2 Arena                 | Alessi Rose                | —             | —          |
| 28 maggio 2025    | Rep. Ceca     | Praga             | O2 Arena                 | Alessi Rose                | —             | —          |
| 31 maggio 2025    | Germania      | Monaco di Baviera | Olympiahalle             | Alessi Rose                | —             | —          |
| 1º giugno 2025    | Germania      | Monaco di Baviera | Olympiahalle             | Alessi Rose                | —             | —          |
| 3 giugno 2025     | Paesi Bassi   | Amsterdam         | Ziggo Dome               | Alessi Rose                | —             | —          |
| 4 giugno 2025     | Paesi Bassi   | Amsterdam         | Ziggo Dome               | Alessi Rose                | —             | —          |
| 7 giugno 2025     | Italia        | Milano            | Ippodromo La Maura       | Alessi Rose Merk & Kremont | 73000         | —          |
| 11 giugno 2025    | Belgio        | Anversa           | Sportpaleis              | Alessi Rose                | —             | —          |
| 12 giugno 2025    | Belgio        | Anversa           | Sportpaleis              | Alessi Rose                | —             | —          |
| 13 giugno 2025    | Belgio        | Anversa           | Sportpaleis              | Alessi Rose                | —             | —          |
| 20 giugno 2025    | Regno Unito   | Londra            | Stadio di Wembley        | Alessi Rose Dove Cameron   | 151000        | 19100000 $ |
| 21 giugno 2025    | Regno Unito   | Londra            | Stadio di Wembley        | Alessi Rose Dove Cameron   | 151000        | 19100000 $ |
| 24 giugno 2025    | Regno Unito   | Liverpool         | Anfield                  | Alessi Rose Dove Cameron   | —             | —          |
| 25 giugno 2025    | Regno Unito   | Liverpool         | Anfield                  | Alessi Rose Dove Cameron   | —             | —          |
| 27 giugno 2025    | Irlanda       | Dublino           | Aviva Stadium            | Alessi Rose Dove Cameron   | —             | —          |
| 1º agosto 2025    | Kosovo        | Pristina          | Sunny Hill Festival Park | N.D.                       | N.D.          | N.D.       |
| 1º settembre 2025 | Canada        | Toronto           | Scotiabank Arena         | Cil                        | —             | —          |
| 2 settembre 2025  | Canada        | Toronto           | Scotiabank Arena         | Cil                        | —             | —          |
| 5 settembre 2025  | Stati Uniti   | Chicago           | United Center            | Cil                        | —             | —          |
| 6 settembre 2025  | Stati Uniti   | Chicago           | United Center            | Cil                        | —             | —          |
| 9 settembre 2025  | Stati Uniti   | Boston            | TD Garden                | Cil                        | —             | —          |
| 10 settembre 2025 | Stati Uniti   | Boston            | TD Garden                | Cil                        | —             | —          |
| 13 settembre 2025 | Stati Uniti   | Atlanta           | State Farm Arena         | Cil                        | —             | —          |
| 14 settembre 2025 | Stati Uniti   | Atlanta           | State Farm Arena         | Cil                        | —             | —          |
| 17 settembre 2025 | Stati Uniti   | New York          | Madison Square Garden    | Cil                        | —             | —          |
| 18 settembre 2025 | Stati Uniti   | New York          | Madison Square Garden    | Cil                        | —             | —          |
| 20 settembre 2025 | Stati Uniti   | New York          | Madison Square Garden    | Cil                        | —             | —          |
| 21 settembre 2025 | Stati Uniti   | New York          | Madison Square Garden    | Cil                        | —             | —          |
| 26 settembre 2025 | Stati Uniti   | Miami             | Kaseya Center            | Cil                        | —             | —          |
| 27 settembre 2025 | Stati Uniti   | Miami             | Kaseya Center            | Cil                        | —             | —          |
| 30 settembre 2025 | Stati Uniti   | Dallas            | American Airlines Center | Cil                        | —             | —          |
| 1º ottobre 2025   | Stati Uniti   | Dallas            | American Airlines Center | Cil                        | —             | —          |
| 4 ottobre 2025    | Stati Uniti   | Inglewood         | Kia Forum                | Cil                        | —             | —          |
| 5 ottobre 2025    | Stati Uniti   | Inglewood         | Kia Forum                | Cil                        | —             | —          |
| 7 ottobre 2025    | Stati Uniti   | Inglewood         | Kia Forum                | Cil                        | —             | —          |
| 8 ottobre 2025    | Stati Uniti   | Inglewood         | Kia Forum                | Cil                        | —             | —          |
| 11 ottobre 2025   | Stati Uniti   | San Francisco     | Chase Center             | Cil                        | —             | —          |
| 12 ottobre 2025   | Stati Uniti   | San Francisco     | Chase Center             | Cil                        | —             | —          |
| 15 ottobre 2025   | Stati Uniti   | Seattle           | Climate Pledge Arena     | Cil                        | —             | —          |
| 16 ottobre 2025   | Stati Uniti   | Seattle           | Climate Pledge Arena     | Cil                        | —             | —          |
| 7 novembre 2025   | Argentina     | Buenos Aires      | Stadio Monumentale       | N.D.                       | —             | —          |
| 8 novembre 2025   | Argentina     | Buenos Aires      | Stadio Monumentale       | N.D.                       | —             | —          |
| 11 novembre 2025  | Cile          | Santiago          | Stadio Prádanos          | N.D.                       | —             | —          |
| 12 novembre 2025  | Cile          | Santiago          | Stadio Prádanos          | N.D.                       | —             | —          |
| 15 novembre 2025  | Brasile       | San Paolo         | Stadio Morumbi           | N.D.                       | —             | —          |
| 22 novembre 2025  | Brasile       | Rio de Janeiro    | Stadio Nilton Santos     | N.D.                       | —             | —          |
| 25 novembre 2025  | Perù          | Lima              | Stadio Universitario     | N.D.                       | —             | —          |
| 28 novembre 2025  | Colombia      | Bogotà            | Stadio el Campín         | N.D.                       | —             | —          |
| 1º dicembre 2025  | Messico       | Città del Messico | Stadio GNP Seguros       | N.D.                       | —             | —          |
| 2 dicembre 2025   | Messico       | Città del Messico | Stadio GNP Seguros       | N.D.                       | —             | —          |
| 5 dicembre 2025   | Messico       | Città del Messico | Stadio GNP Seguros       | N.D.                       | —             | —          |
| Totale            | Totale        | Totale            | Totale                   | Totale                     | —             | —          |